# Fruitteeltmuseum
Het Fruitteeltmuseum in de Zeeuwse plaats Kapelle is een museum waarin de fruitteelt centraal staat. In het museum worden technieken uit de fruitteelt en de gewasbescherming uitgelegd. Er zijn allerlei (oude) voorwerpen die in de fruitteelt worden en werden gebruikt, een werkende veilingklok, een bibliotheek en buiten ook diverse fruitsoorten als plant te zien. Ook is er aandacht voor het (thuis) verwerken van fruit en het houden van bijen, die immers een rol spelen bij bestuiving. Het museum is gevestigd in een voormalige groene school.
Het museum werd sinds 1976 (samen met Historisch Museum De Bevelanden) bestuurd door een gemeenschappelijke regeling van eerst vijf, later vier gemeenten in de Bevelanden. In 2011 is de gemeenschappelijke regeling opgeheven en is het museum overgedragen aan een stichting.
Het fruitteeltmuseum is sinds 2004 een geregistreerd museum.